# Università del New England
Da non confondere con l'Università del New England (Stati Uniti) o il New England College
L'Università del New England (in sigla UNE) ha sede a Armidale, nel Nuovo Galles del Sud, in Australia. È rinomata a livello internazionale per la sua attività di ricerca in discipline quali economia, agricoltura, gestione formativa, linguistica e archeologia. In genere il numero di studenti iscritti all'Università si aggira intorno a 20'000.

## Storia
L'Università del New England fu fondata originariamente nel 1938 con il titolo di New England University College, una sede distaccata della University of Sydney. L'istituto divenne completamente indipendente nel 1954 e successivamente ha subito due importanti modifiche dal 1989. Tramite il University of New England Act del 1989, creò una rete di Atenei costituita da: (a) un campus a Armidale, che incorpora l'ex University of New England e l'ex Armidale College of Advanced Education e (b) un campus a Lismore, incorporando l'ex Northern Rivers College of Advanced Education.
L'anno successivo, nel 1990, l'Orange Agricultural College aderì alla rete di Atenei, che allora comprendeva anche l'Harbour Centre UNE-Coffs, che ha fornito i corsi all'interno di dipartimenti universitari del campus Armidale e Lismore. L'Università del New England è stato riformata ancora una volta con la legislazione (rispettivamente con gli atti The University of New England Act del 1993 e la Southern Cross University Law, 1993) approvata dalle due Camere del Parlamento del Nuovo Galles del Sud nel novembre 1993. Questa legislazione ha avuto l'effetto di smantellare la rete di Atenei. L'Università del New England dal 1994 ha un solo campus, a Armidale. Una nuova Università (Southern Cross University) è stato creata con sedi a Lismore e Coffs Harbour, il campus di Orange è amalgamato con l'Università di Sydney.
L'Università è stata al centro di problemi di plagio nel novembre 2006 ed ha avviato da allora diverse procedure, sistemi e delle politiche il 31 luglio 2007, per fortificare la sua integrità accademica.

## Facoltà e scuole
Le Facoltà dell'università sono:
Facoltà delle Belle Arti e delle Scienze
- Accademia di belle arti
- Scuola di scienze sociali, cognitive e del comportamento
- Scuola di discipline umanistiche
- Scuola di scienze rurali e ambiente
- Scuola di scienza e tecnologia

Facoltà delle Professioni
- Scuola di affari, economia e politica pubblica
- Scuola di diritto
- Scuola di pedagogia
- Scuola di medicina rurale
- Scuola di discipline per la salute

## Rettori
- Sir Earle Page (1954–1960)
- Dr. Phillip Wright (1960–1970)
- Sir Frank Kitto (1970–1981)
- Dr. Rob Robertson-Cuninghame (1981–1993)
- Ms. Pat O'Shane (1994–2003)
- Mr. John Cassidy (2004–2008)
- On. Richard Torbay (2008–2013)[3]
- On. John Watkins (2013–present)[4]